# جاك ماكدونالد (سياسي)
جاك ماكدونالد (بالفرنسية: Étienne-Jacques-Joseph Macdonald)‏ هو ضابط وعسكري ودبلوماسي وسياسي فرنسي، ولد في 17 نوفمبر 1765 في فرنسا، وتوفي في 25 سبتمبر 1840 في فرنسا.

## روابط خارجية
- جاك ماكدونالد على موقع الموسوعة البريطانية (الإنجليزية)